# 德沃夏克纪念碑
德沃夏克纪念碑（Pomník Antonína Dvořáka）位于捷克卡罗维发利市中心的德沃夏克花园（Dvořákovy sady），是一尊现实主义风格的青铜雕像，立于1974年，是全世界第一座献给作曲家安东宁·德沃夏克（1841–1904）的纪念碑。
1879年至1894年，德沃夏克共七次到访卡罗维发利，但并非作为温泉客人而来，而是为了会见柏林出版商弗里茨·辛洛克、音乐评论家爱德华·汉斯力克、作曲家约翰内斯·勃拉姆斯、教师阿洛伊斯·简·切克，和；指挥家、作曲家约瑟夫·拉比克和奥古斯特·拉比茨基。
纪念碑建在德沃夏克的第9號交響曲《來自新世界》于1894年在欧洲首演的地点，卡尔斯巴德（卡罗维发利）。1974年，当地雕塑家小卡雷尔·库内什与建筑师阿道夫·彼得合作，完成了这尊雕塑。纪念碑的揭幕仪式于1974年9月7日举行，在这位作曲家逝世70周年的生日前一天。